# V mint vérbosszú (film)
A V mint vérbosszú (V for Vendetta) 2005-ben bemutatott amerikai-német-brit koprodukcióban készült thriller James McTeigue rendezésében, amely a közeljövőben játszódik Londonban. A film Alan Moore és David Lloyd V mint Vérbosszú című képregényének adaptációja.

## Cselekmény
A történet Londonban egy visszatekintéssel kezdődik az 1600-as években, amikor Guy Fawkes megpróbálta felrobbantani az angol parlamentet november 5-én. Terve nem sikerült, tettéért felakasztják.
Több mint 400 év telt el, a közeli jövőben járunk. Az országban diktatúra van, Angliát a főkancellár, Adam Sutler és pártja irányítja. A sajtót cenzúrázzák, állandó éjszakai kijárási tilalom van érvényben.
Egyik éjszaka, november 4-én Eve Hammond megszegve a kijárási tilalmat egy barátjához, Gordon Dietrich-hez siet az éjszakában. Szerencsétlenségére pont a begyűjtők karmaiba szalad. Egy rejtélyes idegen azonban a segítségére siet, aki V néven mutatkozik be. Fekete ruhája van, rímekben beszél, arcát Guy Fawkes-maszk takarja el. Mestere a közelharcnak és a begyűjtőket gyorsan ártalmatlanítja. Javasolja Eve-nek, hogy tartson vele egy „koncertre”. Éjfélt üt az óra, eljön november 5-e.
Az Old Bailey épületét, melynek tetején az Igazság jelképes szobra áll, V felrobbantja egy látványos tűzijáték és Csajkovszkij 1812 című nyitányának kíséretében. Ezek után a zene további lejátszását a kancellár azonnal betiltja.
A rendőrség munkába lendül, mindenáron el akarják kapni a terroristát. Egyetlen nyomuk, amin elindulhatnak Eve, akinek az arcát a térfigyelő kamerák rögzítették.

A Főkancellár

Közben V sem tétlenkedik, a londoni TV-adó stúdiójának felrobbantására készül, mivel az a kancellár propagandájának szócsöve. Nem tudja azonban, hogy a lány, akit megmentett előző éjszaka, szintén ott dolgozik. Így a rendőrséggel szinte egyszerre érkezik. Betör a stúdióba és megszakítva az adást, beszédet mond London lakosainak. A beszédet a vészcsatornán keresztül juttatja el Londonban, mely csatornát maga a kancellár vitetett el minden londoni otthonba. Felhívja a figyelmet a terrorra, a félelemre, az elnyomásra. Ígéretet tesz, hogy bosszút áll mindenkin, aki ezért a helyzetért felelős, és 1 év múlva, november 5-én, felrobbantja a Parlamentet, mint az elnyomás szimbólumát. Ez utóbbira kéri London polgárait, hogy álljanak mellé, és legyenek ott, amikor meg fog történni.
Finch nyomozónak tudomására jut, hogy a kormány évekkel azelőtt embereken végzett biológiai kísérleteket, melynek célja egy olyan biológiai fegyver létrehozása volt, amellyel fegyverek nélkül lehet az embereket legyilkolni. A kísérlet során létrehozott vírust azonban az ország ellen irányították, mely 80 000 ember halálát okozta. Az esetet arra használták fel, hogy a lakosság a „terroristáktól” való félelmében támogassa a főkancellár (akkor még belügyminiszter) hatalmi törekvéseit. Finch-et figyelmezteti a titkosrendőrség, hogy ne foglalkozzon a múlttal.
V eközben sorra öli meg azokat, akik részt vettek a rendszer létrehozásában. Az Old Bailey felrobbantását követően először London Hangját, Lewis Protherót tette el láb alól lakásán. Következő áldozata a pedofil Anthony Lilliman atya volt, majd Delia Surridge doktornővel is végzett.
Finch nyomozása során számos gyanús körülményre bukkant. London hangjának meggyilkolása után kiderült, hogy Prothero a Viadoxic Gyógyszergyár egyik főbefektetője volt, az Újjáépítést követően, amiből jól meg is gazdagodott, emellett tagja volt a konzervatív pártnak is. Lilliman is prominens tagja volt a pártnak. Lilliman holttestét maga Dr. Delia Surridge vizsgálta, kórboncnokként, mikor Finch átadta neki a holttesten talált bíbortövist(rózsa), Delia tudta, ő lesz a következő áldozat. Ezért elővett egy naplót, melyet az éjjeliszekrényére rakott. Finch felügyelő keresve az összefüggést Prothero és Lilliman között, arra bukkant, hogy mindketten segédkeztek egy büntetőtáborban, Larkhillben, nem messze a körzettől. Prothero és Lilliman mellett volt egy doktornő, aki szintén részt vett a tábor működtetésében. Kiderült, hogy a doktornő maga Delia volt, ezért azonnal a lakására siettek, de Delia már halott volt. Finch észrevette a naplót az éjjeliszekrényen, elvitte és elolvasta.
A naplóban Delia bejegyzései voltak a Larkhill-i táborban végzett munkájáról. Prothero parancsnoki szolgálatot végzett a táborban, Lilliman pedig a zökkenőmentes lebonyolításért volt felelős. Maga Delia nem tudta konkrétan, miben vesz részt. Számára egy nagyon fontos kutatás volt, amiről minden tudós álmodni szokott. Csakhogy a táborba szállított embereken végzett kísérletek kudarcba fulladtak. A kifejlesztett vírusok megölték az alanyokat, kivéve az ötös számú alanyt, akin nem látszódtak tünetek. A kísérlet évének november 5. napján a táborban robbanás történt, amely szétvetette az egész orvosi szekciót. Az ötös alany azonban életben volt, bár teste megégett. Az ötös alany V.
A kifejlesztett vírust a párt felhasználta, és a hatalmuk megszilárdítása érdekében elterjesztették azt, valamint ők az egyetlenek, akiknek van orvosságuk megfékezni azt. (…)

## Szereplők
- V (Hugo Weaving); Magyar hangja: Lux Ádám - Adam Sutler pártja börtönbe zárta, megkínozta és egy titkos biológiai fegyver kifejlesztéséhez kísérleti alanynak használta. Egy baleset során a labor felrobbant, ő megszökött. Megfogadta, hogy bosszút áll a felelősökön.
- Eve Hammond (Natalie Portman); Magyar hangja: Zsigmond Tamara. Egyedülálló fiatal nő, a BTN televíziónál dolgozik. V menti meg a begyűjtőktől. V társa lesz, segít neki terve végrehajtásában.
- Adam Sutler (John Hurt); Magyar hangja: Galkó Balázs. A konzervatív párt elnöke, főkancellár, előtte belügyminiszter volt. Elsősorban ő a felelőse a kialakult helyzetnek. Biológiai támadást indított a lakosság ellen, vírussal fertőzött meg egy víztározót, egy iskolát és egy metróállomást. Az azt követő félelemben és fejetlenségben magához ragadta a hatalmat, és kinevezte magát főkancellárnak. Diktátorként uralkodik Angliában.
- Finch felügyelő (Stephen Rea); Magyar hangja: Reviczky Gábor. A nyomozás vezetője. Mindenáron el akarja kapni V-t, de a tudomására jutó információk birtokában már nem biztos benne, hogy a tényleges bűnöst üldözi.
- Creedy (Tim Pigott-Smith); Magyar hangja: Barbinek Péter. A kormány véreskezű belügyminisztere. Emberei mindenkit eltüntetnek, aki nem szolgálja a céljaikat.